# Sony DCR-VX1000
Sony DCR-VX1000 – cyfrowa kamera linii Handycam japońskiego koncernu Sony.
Sony DCR-VX1000 to pierwsza trójprzetwornikowa kamera MiniDV z matrycą CCD. Była sprzedawana od 1995 do 2000 roku, kiedy to z produkcji wyparła ją Sony DCR VX 2000. Kamera uwielbiana przez kamerzystów deskorolkowych za jej świetny balans bieli, czysty dźwięk i najszerszy na rynku konwerter typu fisheye firmy Century Optics skonstruowany specjalnie dla niej.
Minimalne Oświetlenie 4 Lux
Średnica obiektywu 52 mm